# أحمد بن عيسى الشيباني
أحمد بن عيسى الشيباني (توفي 898)، كان زعيماً عربياً لقبيلة بنو شيبان. في عام 882/3 خلف والده عيسى بن الشيخ كحاكم مستقل فعلياً على ديار بكر، وسرعان ما وسع سيطرته على أجزاء من جنوب أرمينيا أيضًا. سيطر على الموصل أيضًا في 891/2، لكنه واجه حزم من الخلافة العباسية، وحُرم من المدينة وأُجبر على اتخاذ موقع تابع للخليفة المعتمد على الله، بعد وقت قصير من وفاته عام 898، حرم الخليفة ابنه ووريثه محمد من آخر الأراضي المتبقية تحت سيطرة الأسرة.

## سيرة شخصية

خريطة الجزيرة (بلاد ما بين النهرين العليا) مع مقاطعاتها في أوائل العصور الوسطى

أحمد هو ابن عيسى بن الشيخ الشيباني . في ستينيات القرن التاسع عشر، ظهر مستغلًا اضطرابات الفوضى في سامراء، التي أصابت الخلافة العباسية بالشلل وشجعت الانفصالية في معظم الولايات، جعل عيسى لفترة قصيرة من نفسه سيدًا لدولة بدوية مستقلة بحكم الأمر الواقع في فلسطين، في نهاية المطاف، أُجبر على مغادرة فلسطين وتولي حكم أرمينيا، لكنه لم يتمكن من فرض سلطته على الأمراء المحليين، فترك المقاطعة عام 878 وعاد إلى موطنه الجزيرة ( بلاد ما بين النهرين العليا). وهناك نصب نفسه والياً على ديار بكر وعاصمته ميد.
عند وفاة عيسى عام 882/3، خلف أحمد والده. فكان رجل طموح، استخدم منصبه كحاكم مستقل تقريبًا لديار بكر لتوسيع نفوذه في بقية الجزيرة وشمالًا إلى أرمينيا.  على الرغم من أنه على عكس والده لم يشغل أي منصب رسمي نيابة عن الخلافة في أرمينيا، فقد أرسله الخليفة المعتمد في عام 887 لمنح التاج الملكي للأمير البغراتيدي أشوت الأول، وبالتالي تأسيس مملكة أرمنية مستقلة عمليًا.

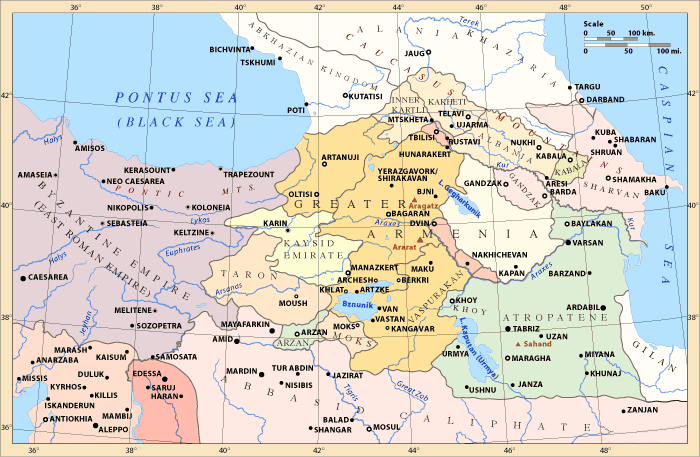
خريطة للإمارات الأرمنية في أواخر القرن التاسع/أوائل القرن العاشر

وبما أن أمراء تارون كانوا أعضاء في البيت الباغراتيدي الملكي، فقد ورط هذا الإجراء أحمد في صراع مباشر مع الملك سمبات الأول، الذي طلب من الأمير الشيباني إخلاء تارون، مقابل تأمين ترشيحه لمنصب حاكم ممثل الخليفة في أرمينيا. رفض أحمد العرض، وقام سمباط بتجميع جيش ضخم (يقال إنه 60.000 أو حتى 100.000 رجل وفقًا لمصادر العصور الوسطى) للزحف ضده ومع ذلك، فشلت حملة سمبات بسبب خيانة جاجيك أبومرفان أرتسروني، الوصي على فاسبوراكان حيث اعتمد جيش سمبات على جاجيك كمرشد له، وقد قادهم عمدًا على طول الطرق الصعبة فوق الجبال، حتى أنه عندما وصلوا إلى تارون، كان الجيش منهكاً، ومع عمل جاجيك على تقويض معنويات الجنود، تم تدمير الجيش الملكي تقريبًا في المعركة التالية، وبالكاد تمكن الملك سمبات نفسه من الفرار.
توفي أحمد عام 898، وخلفه ابنه محمد، الذي حكم لفترة وجيزة حتى في العام التالي، أنهى الخليفة المعتضد بالله السلطة الشيبانية ووضع ديار بكر تحت إدارته المباشرة. أما في تارون، فقد استولى على السلطة ابن عم الأمير المقتول غورغن، غريغور.